# بيتر بيتراس
بيتر بول بيتراس (بالإنجليزية: Peter Pietras)‏ الشهير باسم بيتر بيتراس (21 أبريل 1908 - أبريل 1993) لاعب كرة قدم أمريكي راحل كان يجيد اللعب في خط الوسط.
لعب طوال مسيرته الرياضية في نادي فيلاديلفيا جيرمان أميريكانز.
مثل منتخب الولايات المتحدة في مباراتين (1934). شارك مع منتخب الولايات المتحدة في بطولة كأس العالم 1934 في إيطاليا حيث خرج من الدور الثمن النهائي.

## وصلات خارجية
- بيتر بيتراس على موقع الاتحاد الدولي (مؤرشف)  (الإنجليزية)
- بيتر بيتراس على موقع قاعدة بيانات كرة القدم.إي يو (الإنجليزية)
- بيتر بيتراس على موقع ناشيونال فوتبول تيمز (الإنجليزية)
- بيتر بيتراس على موقع Soccerway.com (الإنجليزية)
- بيتر بيتراس على موقع عالم كرة القدم.نت (الإنجليزية)
- بيتر بيتراس على موقع أوليمبيديا (الإنجليزية)

- هذا سيرة ذاتية